# Дубровка-Челябінська
Дубровка-Челябінська (рос. Дубровка-Челябинская) — селище залізничної станції у Коркінському районі Челябінської області Російської Федерації.
Входить до складу муніципального утворення Коркінське міське поселення. Населення становить 810 осіб (2010).

## Історія
Від 2005 року належить до Коркінського району Челябінської області.
Згідно із законом від 9 липня 2004 року органом місцевого самоврядування є Коркінське міське поселення.

## Населення
| 2002 | 2010 |
| ---- | ---- |
| 760  | ↗810 |